# The International Molinological Society
The International Molinological Society (TIMS) ist die einzige weltweit tätige Gesellschaft auf dem Gebiet der Mühlenkunde.

TIMS-Logo

## Geschichte
Von dem Portugiesen J.M. dos Santos Simões zum l. Internationalen Symposium 1965 geprägt, umfasst der Begriff „Molinologie“ (engl. „Molinology“; lat. „molīna, mill“ und griech. λόγος, study) alle Studien zu wind-, wasser- und muskelkraftbetriebenen Mühlen. TIMS pflegt und fördert weltweit das Interesse und die Kenntnis auf diesem historisch, technisch und soziologisch faszinierenden Gebiet. Die Gesellschaft regt Forschungen an und unterstützt alle Aspekte der Mühlenkunde, einschließlich der Restaurierung von Mühlen. Sie arbeitet eng mit nationalen Gesellschaften und Vereinigungen zusammen und wirbt auf allen Ebenen für die Erhaltung wichtiger historischer Mühlen.

## Symposien und Exkursionen
TIMS veranstaltet alle vier Jahre ein internationales einwöchiges Symposium in einem der Mitgliederländer. Die Symposien bieten den Teilnehmern Gelegenheit zur Präsentation von Forschungsarbeiten zu allen Bereichen der Mühlenkunde. Ergänzt werden die Symposien durch Diskussionsrunden und Exkursionen zu interessanten Mühlen. Beiträge und Diskussionen werden anschließend im Symposiums-Bericht (Transactions) zusammengefasst und publiziert. Des Weiteren organisiert TIMS ebenfalls alle vier Jahre, im Turnus zwischen den Symposien, eine einwöchige Mühlen-Exkursion.
Veranstaltungsorte der letzten Jahre:
- Internationales Symposium 1997 – Ungarn, Budapest
- Internationales Symposium 2000 – USA, Stratford Hall
- Internationales Symposium 2004 – Portugal, Amadorra
- Internationales Symposium 2007 – Holland
- Internationales Symposium 2011 – Dänemark
- Internationales Symposium 2015 – Rumänien
- Internationales Symposium 2019 – Deutschland (Berlin, in Planung)

## Publikationen
Als Periodikum für alle Mitglieder veröffentlicht TIMS zweimal pro Jahr das Heft International Molinology (ca. 40 Seiten) mit Artikel, Kurzbeiträgen, Buchbesprechungen und aktuellen Nachrichten. Größere Studien erscheinen in den Bänden der Reihe „Bibliotheca Molinologica“.
- BM 10: Persian Windmills (M. Harverson)
- BM 11: French Millstones (O. Ward)
- BM 12: The Horizontal Watermill (B. Moog)
- BM 14: The Windmills of the Greek Islands (L.H. Blom)
- BM 15: The Hungarian Windmill (K. Lambrecht)
- BM 16: Windmill technology in Flanders (Y. Coutant)
- BM 17: The Mills of Bélidor (translated by O. Ward and G. Watkins)
- BM 18: A Guide to United States Patents for Windmills and Wind Engines 1793-1950 (compiled by T. Lindsay Baker)
- BM 19: Boat mills in Europe (D. Gräf)
- BM 20: Ganzel & Wulff – The Quest for American Milling Secrets. (D. Ogden, G. Bost) 2010. ISBN 978-92-9134-025-5

Ihrem internationalen Charakter entsprechend, ist Englisch die offizielle Sprache von TIMS, dies gilt auch für Publikationen.